# Wawrzynek wilczełyko

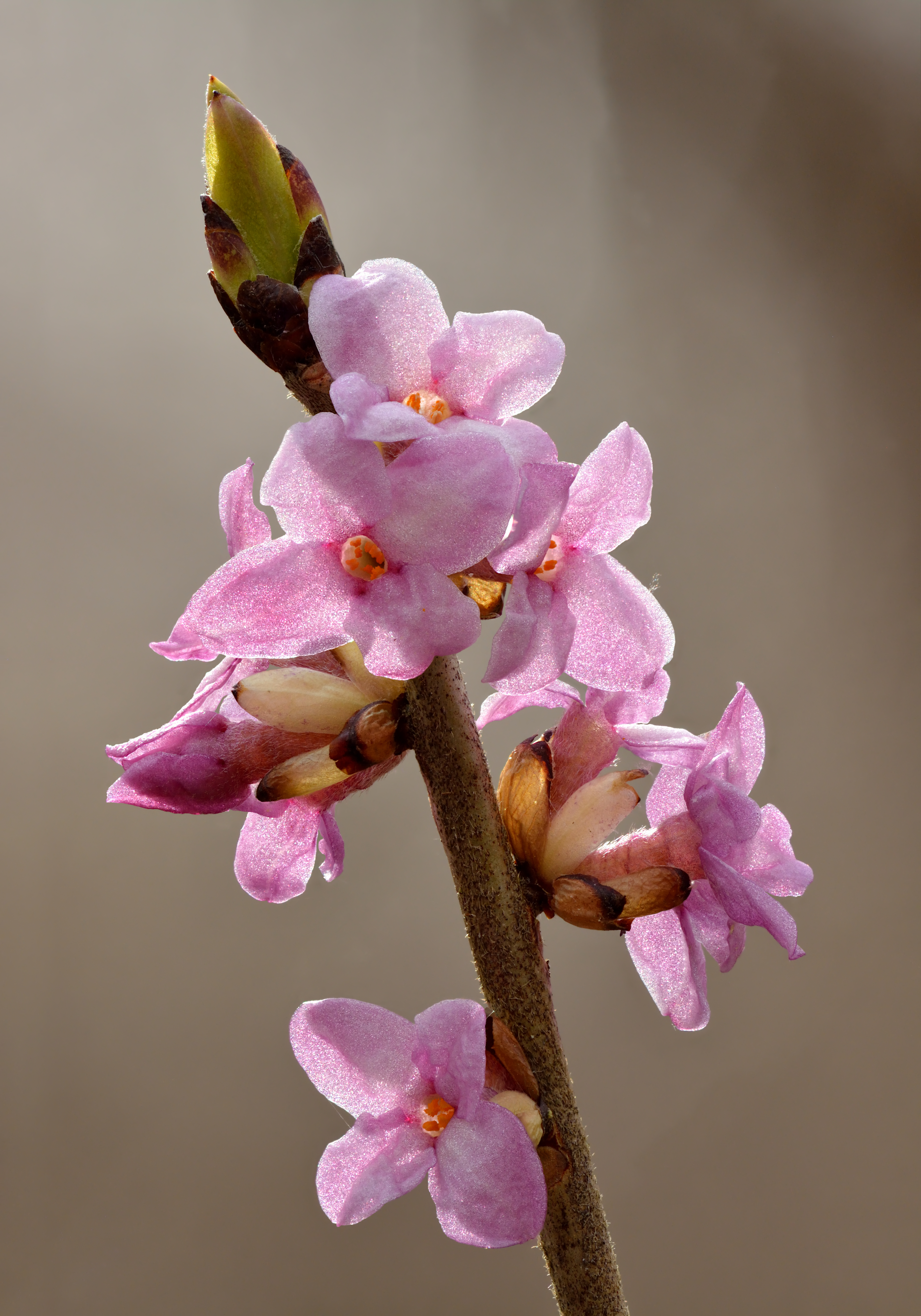
Kwiaty wawrzynka

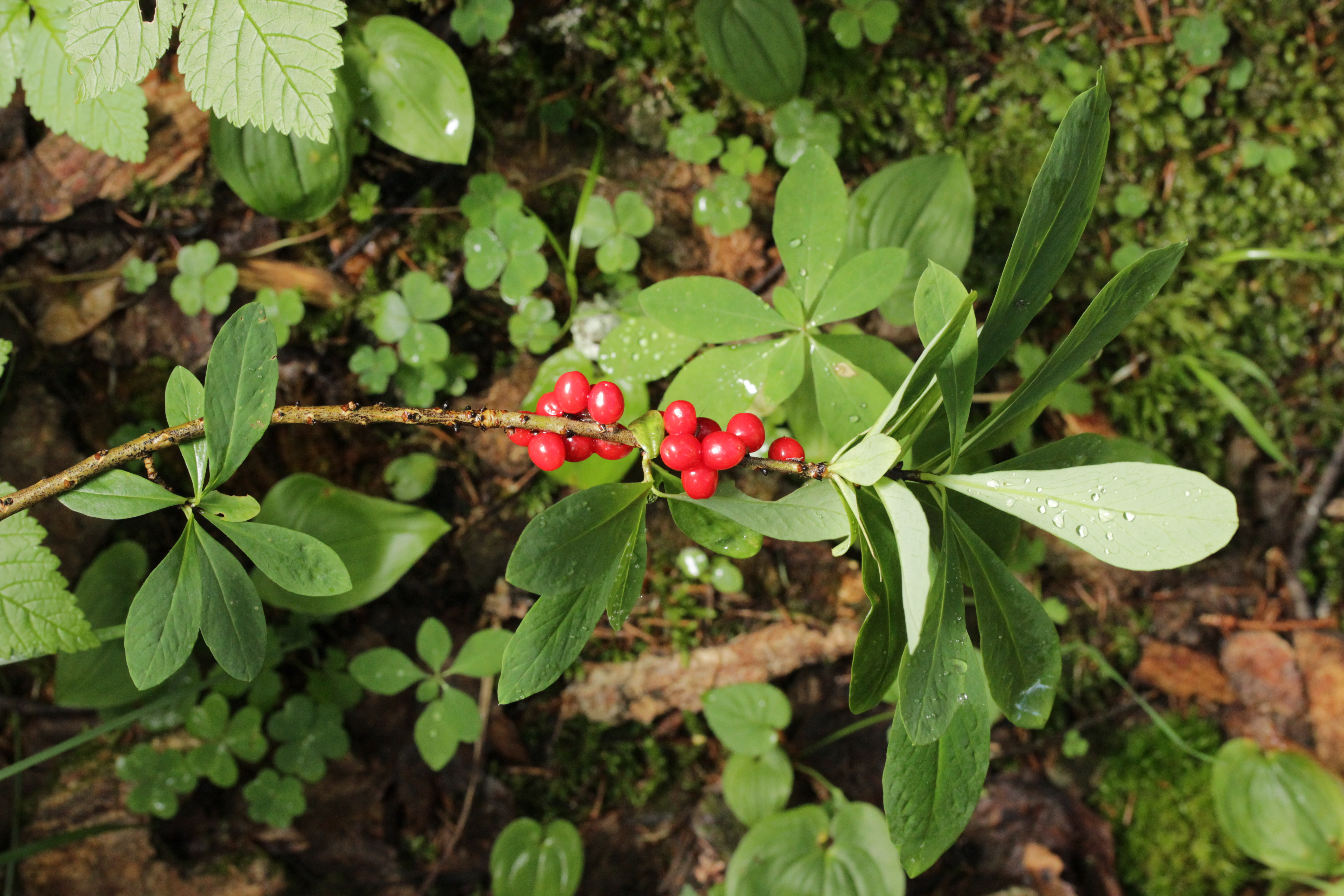
Owoce wawrzynka

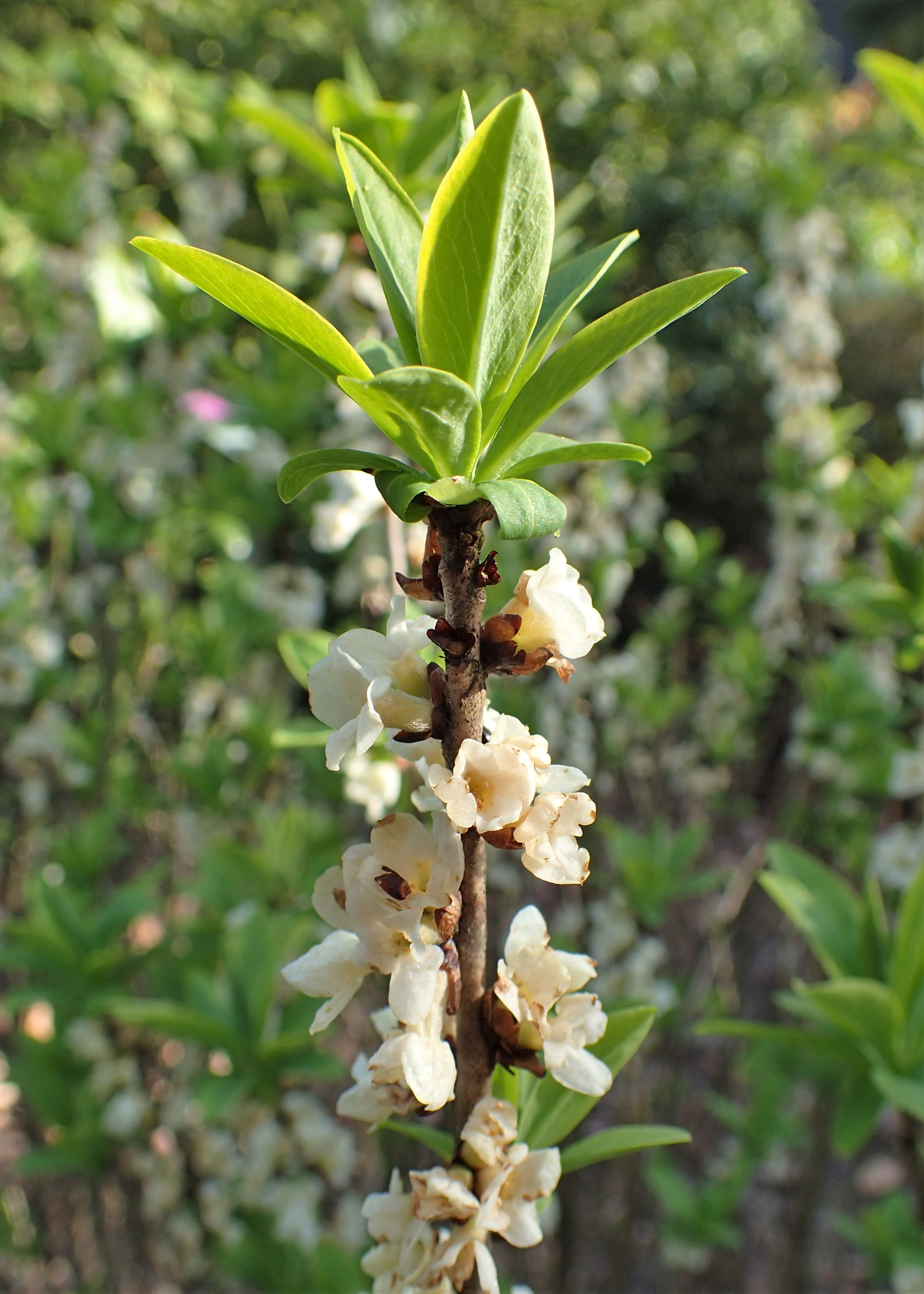
Odmiana 'Alba'

Wawrzynek wilczełyko (Daphne mezereum L.) – gatunek krzewu należący do rodziny wawrzynkowatych. Występuje w Europie i Azji, jako introdukowany także w Ameryce Północnej. W Polsce spotykany w całym kraju, podlega ochronie gatunkowej. Rośnie w lasach. Jest rośliną silnie trującą.

## Rozmieszczenie geograficzne
Występuje w całej Europie, w zachodniej Syberii, na Ałtaju i Kaukazie, a także w Azji Mniejszej. W Polsce rośnie na całym terytorium, ale jest rośliną rzadką. Dość często występuje w południowej, wschodniej i północno-wschodniej części kraju. Na pozostałym obszarze spotykany rzadziej i na rozproszonych stanowiskach. W górach polskich najwyżej położone stanowisko podawane jest z Tatr Wysokich z Miedzianego.
Gatunek został introdukowany w Ameryce Północnej. W USA uznano go za roślinę inwazyjną.

## Morfologia
PokrójSłabo rozgałęziony krzew.
ŁodygaŁodyga zdrewniała, osiąga 0,3 do 1 m (do 1,5, rzadziej 2 m) wysokości, o szarobrązowej korze. Gałązki początkowo omszone, gdy starsze nagie. Kora pomarszczona, ciemna i lekko lśniąca.
LiścieUlistnienie skrętoległe. Liście całobrzegie, zaostrzone, osadzone na krótkim ogonku, od spodu sinawe, długości 4–8 cm, szerokości do 2 cm, gęsto skupione na szczytach gałązek. Opadające na zimę. Kształt liści lancetowaty do klinowatolancetowatego. Po roztarciu nieprzyjemnie pachną.
KwiatyKwiaty różowe, rzadko białe, wonne, niepozorne, czterokrotne, obupłciowe, po trzy w bliznach po ubiegłorocznych liściach, o średnicy 1–1,5 cm. Rurka okwiatu jedwabiście owłosiona, długości 5-10 mm. Słupek dwuznamionowy, osiem pręcików. Roślina miododajna, nektar wydzielany jest przez miodniki znajdujące się przy nasadzie słupka.
OwoceSoczyste pestkowce, w dojrzałym stanie intensywnie czerwone, o średnicy 8 mm, w skupieniach po trzy – jak wcześniej kwiaty.
Liście, kwiaty i owoce są w Polsce morfologicznie mało zmienne. Największą zmienność wykazują liście, a najmniejszą owoce. Najbardziej zmiennymi cechami są: długość jednorocznych pędów, liczba kwiatów na pędach, jak również gęstość osadzenia liści oraz kwiatów na pędach.

## Biologia i ekologia
Kwitnie przed wypuszczeniem liści, na przedwiośniu, od lutego do kwietnia, najczęściej w marcu i na początku kwietnia. Kwiaty zapylane przez owady o długich narządach gębowych. Nasiona rozsiewane przez ptaki (ornitochoria). Występuje w cienistych lasach liściastych i mieszanych oraz zaroślach w całej Polsce (także w lasach regla dolnego i górnego oraz w kosówce). Preferuje gleby świeże i zasadowe, szczególnie wapienie. Rośnie na niżu i w górach. Nanofanerofit. W klasyfikacji zbiorowisk roślinnych gatunek charakterystyczny dla rzędu (O.) Fagetalia.
Znaczenie dla zwierząt
Owoce zjada 10 gatunków ptaków, m.in. dzwoniec zwyczajny, jarząbek zwyczajny, grubodziób zwyczajny, piegża. Bogate w nektar kwiaty dostarczają wczesną wiosną pokarmu pszczołom i motylom dziennym.
Własności trujące
Cała roślina jest bardzo silnie trująca. Zjedzenie 10–12 dojrzałych owoców może spowodować śmierć dorosłego człowieka, dla dziecka nawet 1–2 owoce mogą być śmiertelne. Owoce i liście zawierają trujące diterpenoidy dafninę i mezereinę. Ma słodko-cierpki smak. Pierwszymi objawami zatrucia jest pieczenie i drętwienie ust, puchnięcie warg, krtani i twarzy, ślinotok, chrypka oraz trudności w połykaniu. Potem pojawiają się silne bóle brzucha i głowy, odurzenie, skurcze, wymioty i krwawe biegunki. Śmierć występuje wskutek zatrzymania krążenia (zapaść). Roślina działa szkodliwie również na skórę i błony śluzowe; już sam kontakt z nią, bez doustnego spożycia, może powodować zaczerwienienie i obrzęki oraz pojawienie się pęcherzy na skórze.

## Zagrożenia i ochrona
W latach 1946–2014 gatunek był objęty w Polsce ochroną ścisłą, od 2014 roku podlega ochronie częściowej. Zagrożeniem dla wawrzynka jest zbiór kwitnących roślin w celach dekoracyjnych oraz przesadzanie ich do ogródków. Gatunkowi zagraża także kurczenie się powierzchni lasów liściastych w wyniku działalności człowieka. Stanowiska wawrzynka wilczełyko chronione są w wielu polskich parkach narodowych oraz rezerwatach przyrody.

## Zastosowanie
Jest rośliną ozdobną. Ma ozdobne zarówno kwiaty, jak i owoce. Oprócz formy typowej uprawiane są różne odmiany. Wymaga wapiennej i lekko wilgotnej gleby oraz półcienistego lub cienistego stanowiska. Źle toleruje cięcie i przesadzanie.
Preparaty z kory i owoców stosowane były dawniej w medycynie ludowej w przypadku podrażnienia skóry, w formie okładów.

## Odmiany
W uprawie spotykane są odmiany:
- 'Alba' – odmiana białokwiatowa o jasnozielonych liściach (w przeciwieństwie do gatunku) i żółtych owocach.
- 'Alba Plena' – odmiana białokwiatowa o pełnych kwiatach.